# Quadroppia monstruosa
Quadroppia monstruosa är en kvalsterart som beskrevs av Hammer 1979. Quadroppia monstruosa ingår i släktet Quadroppia och familjen Quadroppiidae. Inga underarter finns listade i Catalogue of Life.